# Carlos Guichandut
 (juin 2025).
Si vous disposez d'ouvrages ou d'articles de référence ou si vous connaissez des sites web de qualité traitant du thème abordé ici, merci de compléter l'article en donnant les références utiles à sa vérifiabilité et en les liant à la section « Notes et références ».
Carlos Maria Guichandut, né le 4 novembre 1914 à Buenos Aires et mort le 27 septembre 1990, est un artiste lyrique argentin.

## Biographie
Né à Buenos Aires, il étudie d'abord la philosophie puis le chant, avec Alfredo Bontà Biancardi. Il commence sa carrière comme baryton en 1938 en chantant la zarzuela. Il fait ses débuts à l'opéra au Teatro Colon en 1945, dans le rôle-titre de Rigoletto, suivi de Luna dans Il trovatore, Iago dans Otello et Scarpia dans Tosca.
Il poursuit sa carrière en Italie, au Teatro San Carlo de Naples et à La Fenice de Venise, et fait ses débuts à la Scala de Milan en 1948, dans le rôle de Renato dans Un bal masqué.
En 1952, après une période de travail avec Fidelia Campigna, il fait ses débuts à Bari, cette fois en tant que ténor héroïque, en Siegmund dans Die Walküre. En 1953, il chante Giasone dans Médée, face à Maria Callas, au Maggio Musicale Fiorentino. La même année, il chante Bacchus dans Ariane à Naxos, au Festival de Glyndebourne.
En 1954, il chante son premier Otello, rôle qui deviendra rapidement l'un de ses rôles fétiches. En 1955, il chante Otello et Don José dans Carmen, aux Arènes de Vérone.
Il débute au Royal Opera House de Londres en 1958, en Radamès dans Aida. Il a également chanté à l'Opéra de Paris, au Liceo de Barcelone, se produisant également àau Teatro Massimo Vittorio Emanuele de Palerme et à Mexico.
Il se retire en 1974 et décède à Buenos Aires en 1990.

## Enregistrement
- Otello - Carlos Guichandut (Otello), Cesy Broggini (Desdemona), Giuseppe Taddei (Iago) - Orchestre et Chœur de la Rai Turin, Franco Capuana - Warner Fonit (1955)